# Emperador Jiaqing
Jiaqing (xinès tradicional: 嘉慶, pinyin: Jiāqìng), també conegut com Aixinjuelo Yongyan, (xinès tradicional: 愛新覺羅顒琰, pinyin: Àixīnjuéluó Yóngyǎn; Beijing, 1760 - Chengde, 1820) va ser un emperador del període de la dinastia Qing de la història de la Xina. Va ser el fill de l'emperador Qianlong, el seu nom de temple era Qing Renzong (xinès tradicional: 清仁宗, pinyin: Qīng Rénzōng). Va ser emperador del 9 de febrer del 1796, després de l'abdicació del seu pare, fins al 1820.
Jiaqing va haver de lluitar contra l'arribada dels europeus i la influència de les seves idees. Encara que el seu pare, que havia estat poderós emperador, havia abdicat, va continuar movent els fils de la política fins que va morir el 7 de febrer 1799. Jiaqing fou un emperador feble i fàcil de manejar. Sota el seu regnat, els eunucs tornaren a cobrar importància a la cort.
Va lluitar contra la importació d'opi a la Xina, així com intentar moderar la despesa pública.
Igual que el rei Wu Yi de la dinastia Shang, va morir colpit per un llamp al Palau de Jehol.
Jiaqing no s'ha de confondre amb l'emperador Jiajing (1507-1567) de la dinastia Ming.